# 一宮勤労福祉会館
一宮勤労福祉会館（いちのみやきんろうふくしかいかん）は、愛知県一宮市若竹にある総合福祉施設である。現在はアイプラザ一宮の名称が付けられている。

## 概要
2005年（平成17年）に愛知県が発表した「県内にある11件全ての勤労会館を順次廃止する」という計画のもと、順次廃止または各市町村に譲渡しており、当施設も2014年（平成26年）3月末日をもって閉館した。その後に一宮市に譲渡され、改修を経て2015年（平成27年）4月に再開館した。かつては宿泊施設も整備されていたが、閉館と同時に廃止されている。
- 大ホール - 固定座席600人+車椅子席4人
- 小ホール - 300人（ただし会議などで机を使用する場合150席）
- 和室2室
- 会議室7室
- 体育館
- レストラン

## 交通アクセス
- 名神高速道路 一宮インターチェンジより車で約5分。
- JR東海道本線 尾張一宮駅からバス「一宮せんい団地」バス停下車、徒歩で約1分。